# John Henry Dearle

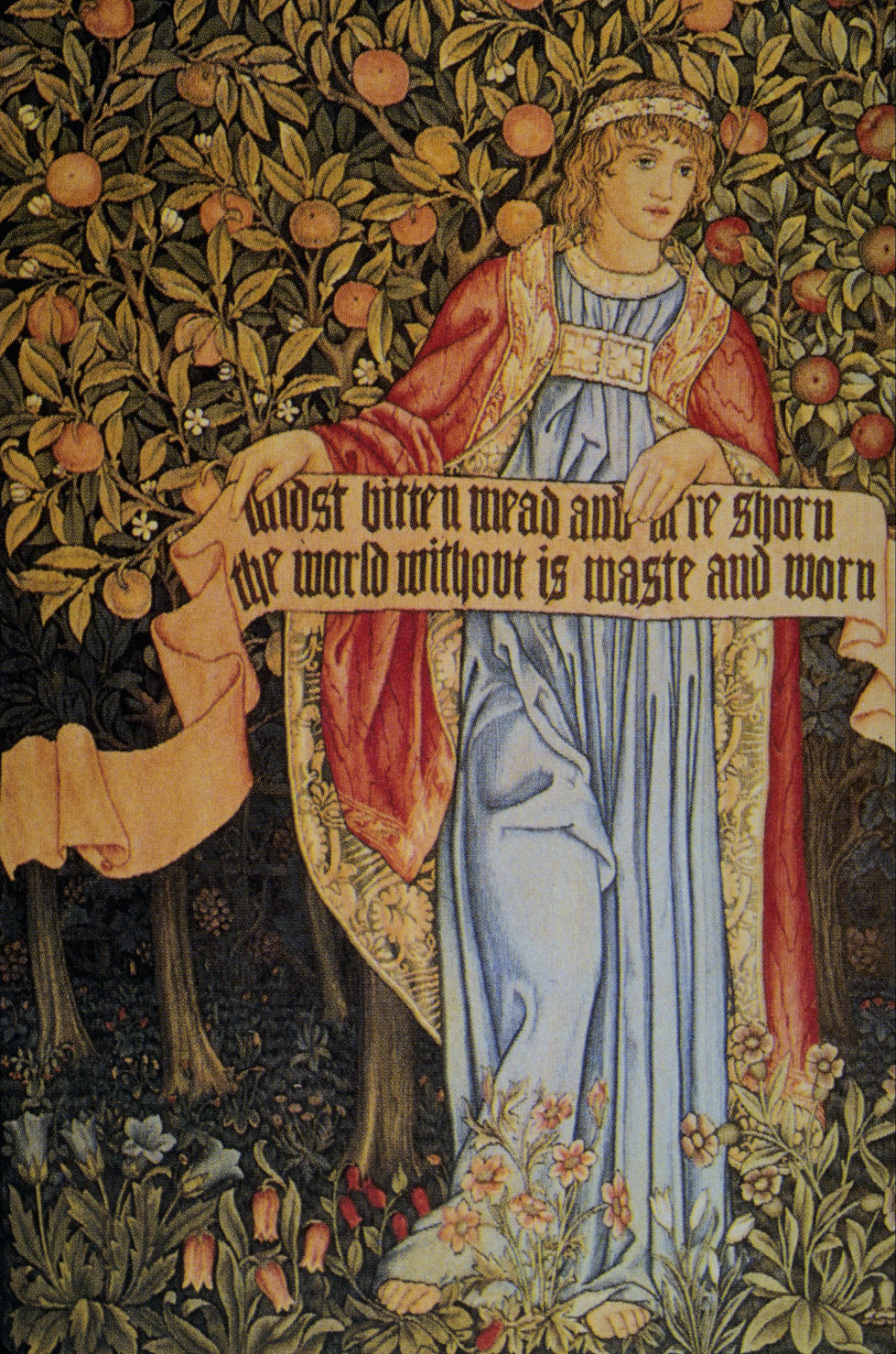
« Été », détail d'une tapisserie intitulée Les Saisons ou Le Verger, tissée par Morris & Co. en laine, soie et mohair sur un fond de coton à Merton Abbey en 1890, conçue par William Morris et John Henry Dearle.

John Henry Dearle (22 août 1859 - 15 janvier 1932) est un créateur textiles et de vitraux formé par William Morris, très influencé par les Préraphaélite. Dearle a conçu de nombreux papiers peints et textiles diffusés par Morris &amp; Co. et contribue aux motifs d'arrière-plan et de feuillage des tapisseries mettant en scène des personnages d'Edward Burne-Jones et d'autres. Après avoir commencé son adolescence comme assistant de magasin puis apprenti, Dearle devient le designer en chef de Morris & Co. en 1890, créant des modèles de tapisseries, de broderies, de papiers peints, de textiles tissés et imprimés, de vitraux et de tapis. Après la mort de Morris en 1896, Dearle est nommé directeur artistique de l'entreprise et devient son principal concepteur de vitraux à la mort de Burne-Jones en 1898.
La réputation de Morris éclipse le travail de Dearle tout au long de sa carrière : Dearle expose les premiers modèles sous le nom de Morris et les créations de Dearle continuent d'être vendues sous le nom de Morris. L'évaluation critique de l'œuvre de Dearle connait ensuite un changement significatif au cours des dernières décennies du XXe siècle, reconnaissant que l'œuvre de Dearle a sa propre spécificité. Dearle est toujours resté proche de l'esthétique de Morris, mais à partir des années 1890, il incorpore un ensemble distinctif d'influences persanes et turques.

## Carrière

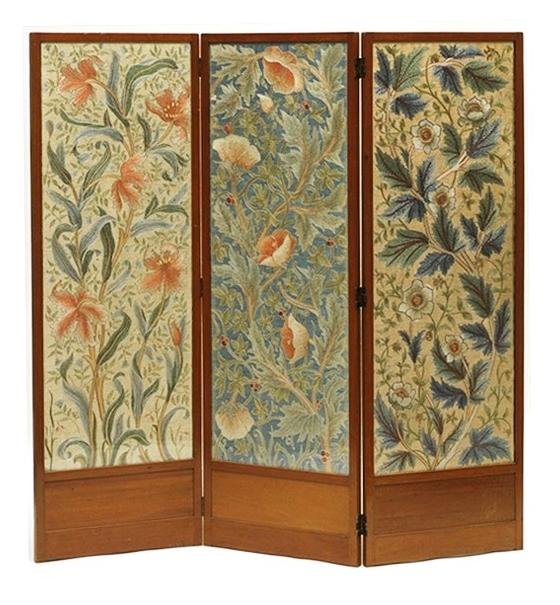
Paravent à panneaux brodés, 1885-1910, conçu par John Henry Dearle V&A Museum n° CIRC.848-1956

Dearle est né à Camden Town, au nord de Londres, en 1859. Il commence sa carrière comme assistant dans la salle d'exposition de Morris & Co. à Oxford Street en 1878, puis est transféré à l'atelier de peinture sur verre de l'entreprise, où il travaille le matin et étudie le design l'après-midi. Morris reconnait les talents de Dearle en tant que dessinateur et le prend comme apprenti tapissier. Morris termine son premier essai de tapisserie en septembre 1879, et peu de temps après, Morris et Dearle installent un métier à tapisserie à Queen Square. Dearle exécute la première tapisserie figurative de Morris & Co. d'après un dessin de Walter Crane en 1883. Dearle est bientôt responsable de la formation de tous les apprentis tapissier de l'atelier et s'associe à Morris pour concevoir des détails tels que des motifs de tissu et des arrière-plans floraux pour des tapisseries adaptant des dessins de personnages d'Edward Burne-Jones et des figures animales de Philip Webb.
À la fin des années 1880, Dearle commence à concevoir des motifs répétitifs pour les papiers peints et les textiles, et il est probable que ses créations pour des broderies à grande échelle datent également de cette époque.
À partir de 1890, Dearle est le designer en chef de l'entreprise, gérant les commandes de décoration intérieure et supervisant les départements de tapisserie, de tissage et d'impression sur tissu à Merton Abbey. Il est nommé directeur artistique de Morris & Co. après la mort de Morris en 1896. Dearle a dirigé les usines textiles de la société à Merton Abbey jusqu'à sa mort en 1932.

## Réalisations
Les motifs de tissus et de papiers peints attribués à Henry Dearle comprennent Cherwell (enregistré en 1887), Trent (1888), Persian Brocatel (vers 1890), Daffodil (vers 1891), Compton (1896), Tulip (1895-1900), Artichoke (1897) et Persian ou New Persian (1905).
Dearle conçoit également des panneaux de broderie pour paravents et rideaux de porte dans le style Art Needlework sous la tutelle de May Morris, notamment Anémone et les célèbres Hibou et Pigeon (ou Perdrix) (vers 1895). Des exemples de ces deux derniers modèles réalisés sur des fonds de damas de soie par Mme Battye se trouvent au Victoria and Albert Museum.

## Évaluation critique

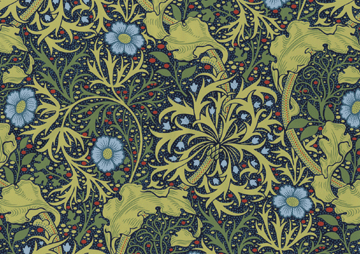
Papier peint aux algues, années 1890

Les contributions d'Henry Dearle au design textile ont longtemps été éclipsées par la figure imposante de William Morris. Cependant, Dearle a initialement exposé ses créations sous le nom de Morris plutôt que sous le sien, notamment lors des expositions Arts and Crafts et de la grande rétrospective Morris de 1899, de telle sorte que des erreurs d'attribution perdurent encore aujourd'hui.
En 1981, le catalogue d'une exposition de textiles Morris & Co. évoque encore le style de Dearle comme étant « rarement plus qu'un pastiche de son maître », citant comme source l'évaluation de Lewis F. Day de 1905. Mais en 1989, les historiens du textile commencent à reconnaître les talents propres de Dearle. Linda Parry, conservatrice des textiles au Victoria and Albert Museum, suggère que l'incorporation de motifs du Proche et du Moyen-Orient dans les textiles de Morris & Co. à partir de la fin des années 1880 pourrait montrer l'influence du goût de Dearle. Parry identifie l'influence de Dearle des années 1890 dans des créations telles que le papier peint Seaweed, le tissu tissé Tulip et le coton imprimé Eden, ce dernier reflétant l'intérêt de Dearle pour les textiles turcs et persans au South Kensington Museum (aujourd'hui le Victoria and Albert).

## Notes

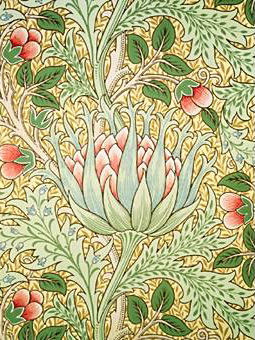
Papier peint Artichaut, vers 1897